# Ralytupa penicillata
Ralytupa penicillata är en tvåvingeart som beskrevs av Loïc Matile 1975. Ralytupa penicillata ingår i släktet Ralytupa och familjen platthornsmyggor. Inga underarter finns listade i Catalogue of Life.